# Acianthera hondurensis
Acianthera hondurensis е вид растение от семейство Орхидеи (Orchidaceae). Видът е незастрашен от изчезване.

## Разпространение
Разпространен е в Белиз, Коста Рика, Гватемала, Хондурас, Мексико и Никарагуа.